# Светско првенство у рагбију
Светско првенство у рагбију (енгл. Rugby World Cup) , је најважније међународно рагби јунион такмичење и спада у највеће спортске манифестације на планети Земљи. Такмичење се одржава сваке четврте године од 1987.

## Историја
Прво светско првенство одржано је 1987. и освојио га је Нови Зеланд победивши Француску у финалу у Оукленду резултатом 29:9.
1991. рагби репрезентација Аустралије је освојила титулу шампиона света, победивши домаћина Енглеску у финалу у Лондону резултатом 12:6.
1995. Јужна Африка је у финалу у Јоханезбургу после продужетака савладала Нови Зеланд резултатом 15:12.
1999. Аустралија је по други пут освојила наслов првака света победивши Француску у Кардифу са 35:12.
2003. Енглеска је постала прва рагби репрезентација из Европе која је успела да освоји светско првенство, победивши после продужетака домаћина Аустралију са 20:17.
2007. Јужна Африка је освојила другу титулу, победивши Енглеску у финалу у Паризу пред више од 80 000 гледалаца са 15:6.
2011. "Ол Блекси" рагбисти Новог Зеланда су по други пут освојили титулу шампиона света победивши Француску у неизвесном финалу, резултат је био 8:7.
2015. рагбисти Новог Зеланда су потврдили доминацију у овом спорту. У финалу Нови Зеланд је, у Лондону био бољи од Аустралије, резултат је био 34-17. Светско првенство у Енглеској је оборило све рекорде, када су у питању гледаност, цене карата и приходи.
2019. у Јапану шампион је постала Јужна Африка победивши Енглеску у финалу резултатом 32:12, док је у борби за 3. место између Новог Зеланда и Велса победу је однео Нови Зеланд са резултатом 40:17

### Биланс медаља
| Ранг | Држава                 | Злато | Сребро | Бронза | Укупно |
| 1    | Нови Зеланд            | 3     | 1      | 3      | 6      |
| 2    | Јужноафричка Република | 3     | 0      | 2      | 4      |
| 3    | Аустралија             | 2     | 2      | 1      | 5      |
| 4    | Енглеска               | 1     | 3      | 0      | 3      |
| 5    | Француска              | 0     | 3      | 1      | 4      |
| 6    | Велс                   | 0     | 0      | 1      | 1      |
| 7    | Аргентина              | 0     | 0      | 1      | 1      |

## Светско првенство у рагбију 2023.
Светско првенство 2023, биће одржано у Француској. Тада ће се обележити тачно 200 година, откако је Вилијам Веб Елис измислио рагби у Енглеској.